# Batocera
Batocera är ett släkte av skalbaggar. Batocera ingår i familjen långhorningar.

## Bildgalleri

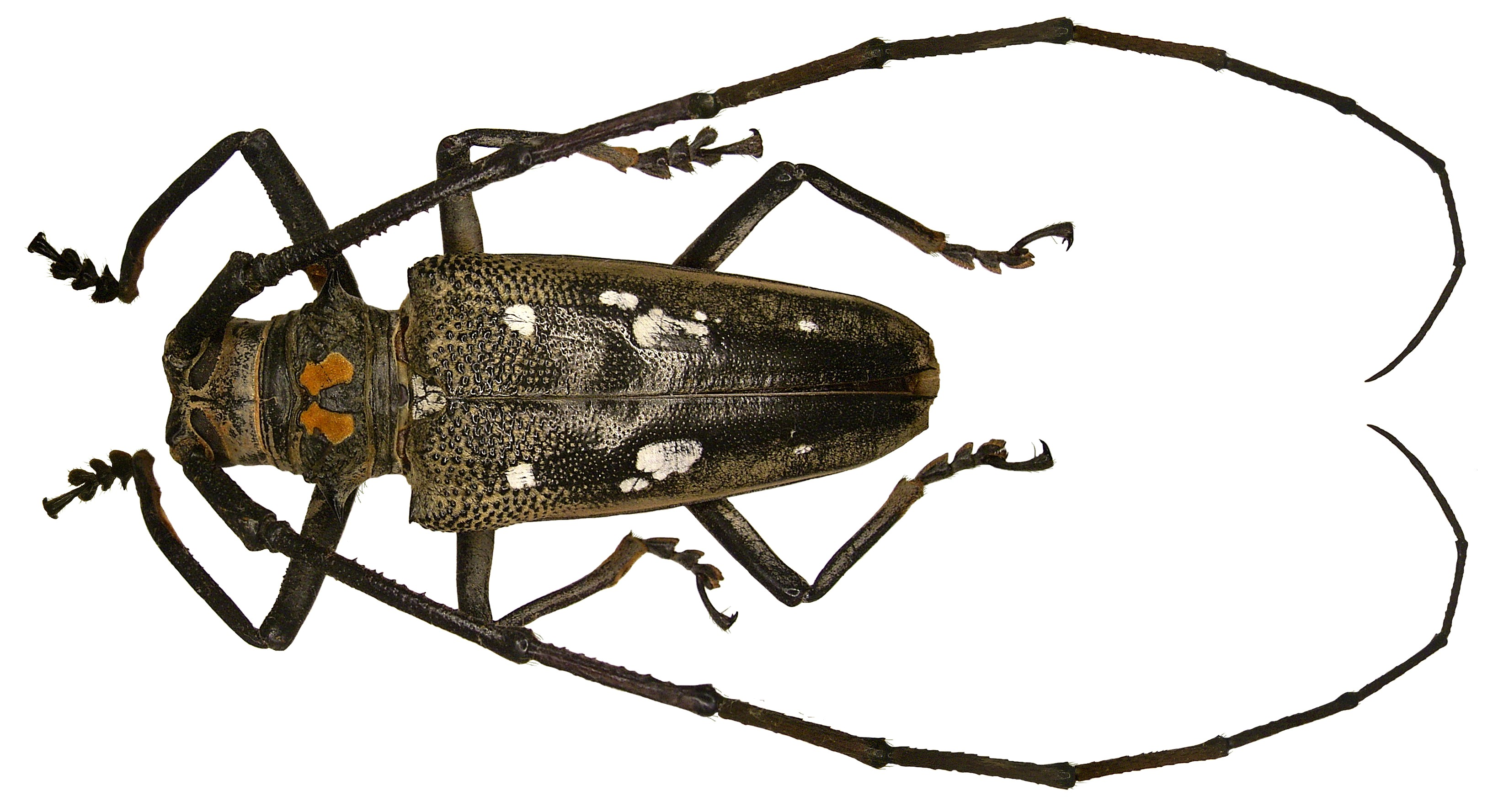
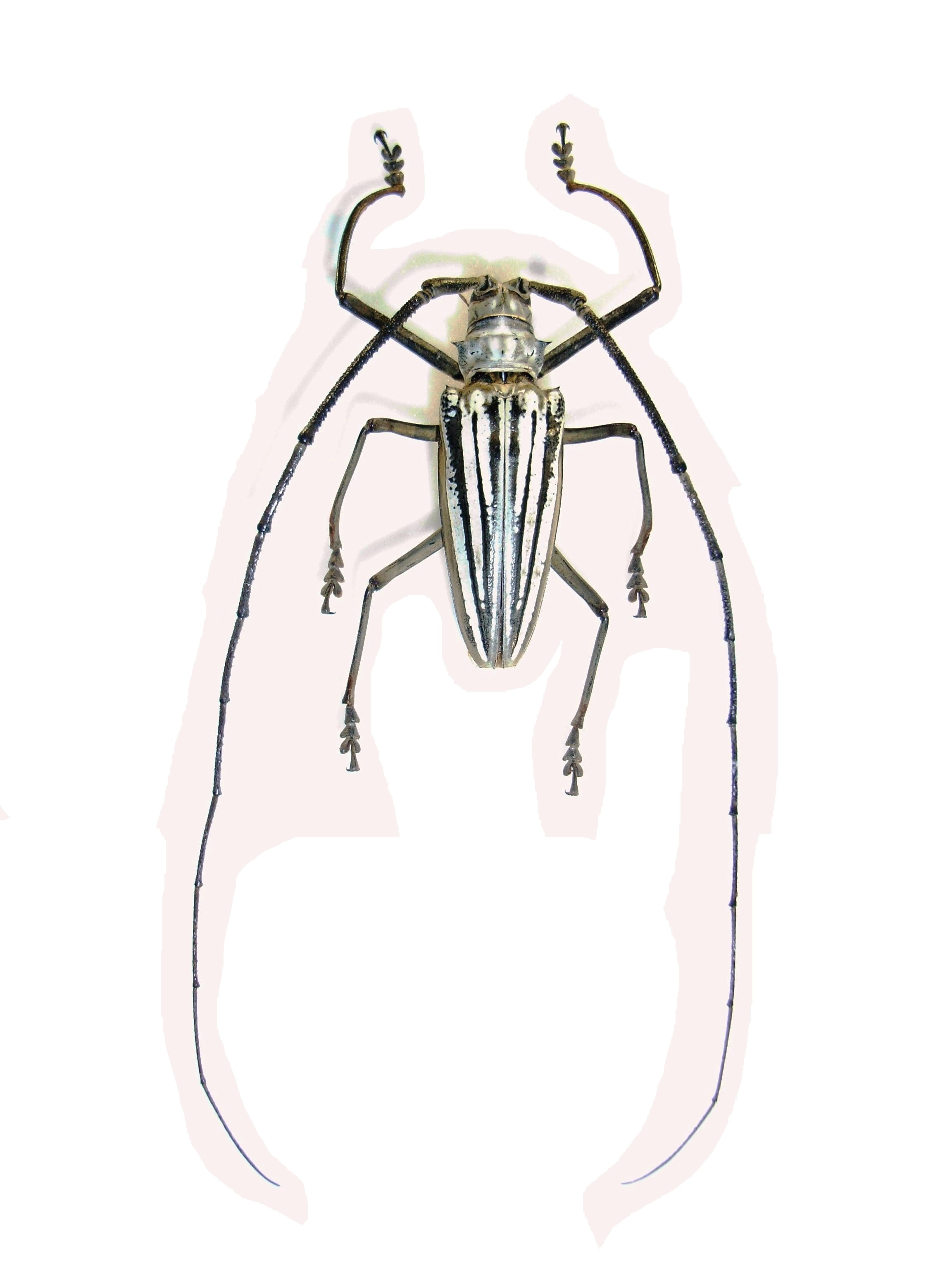
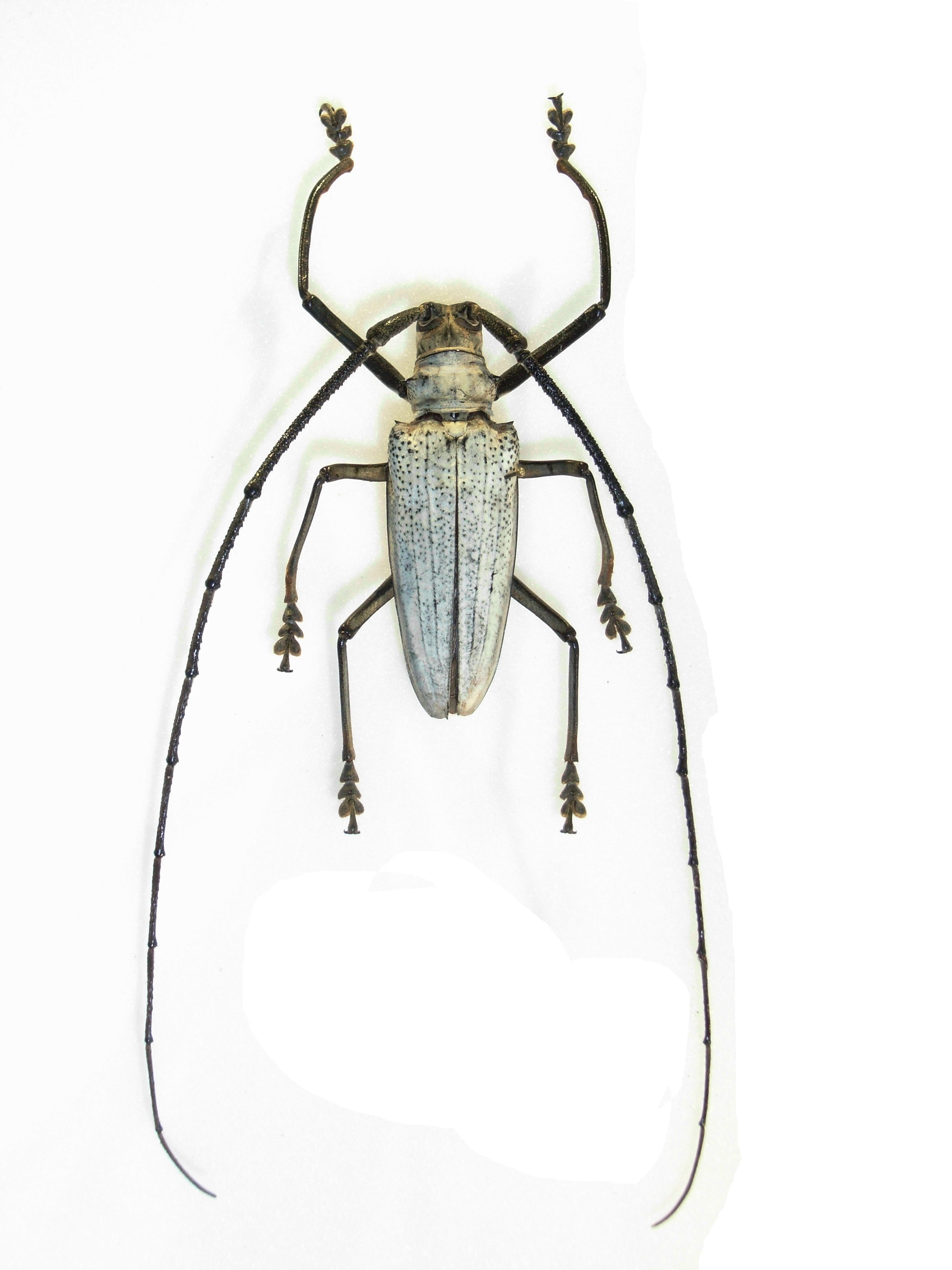
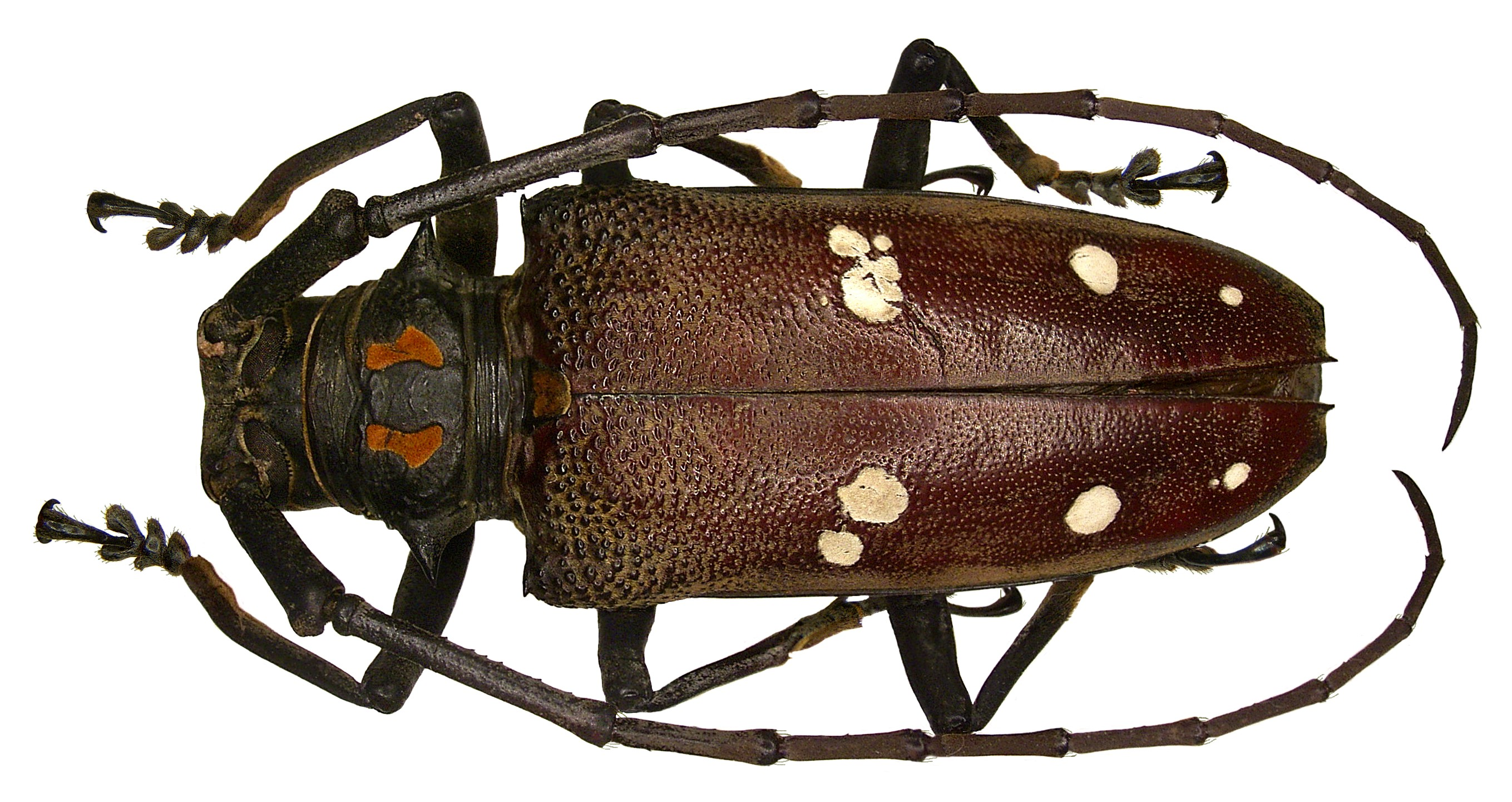
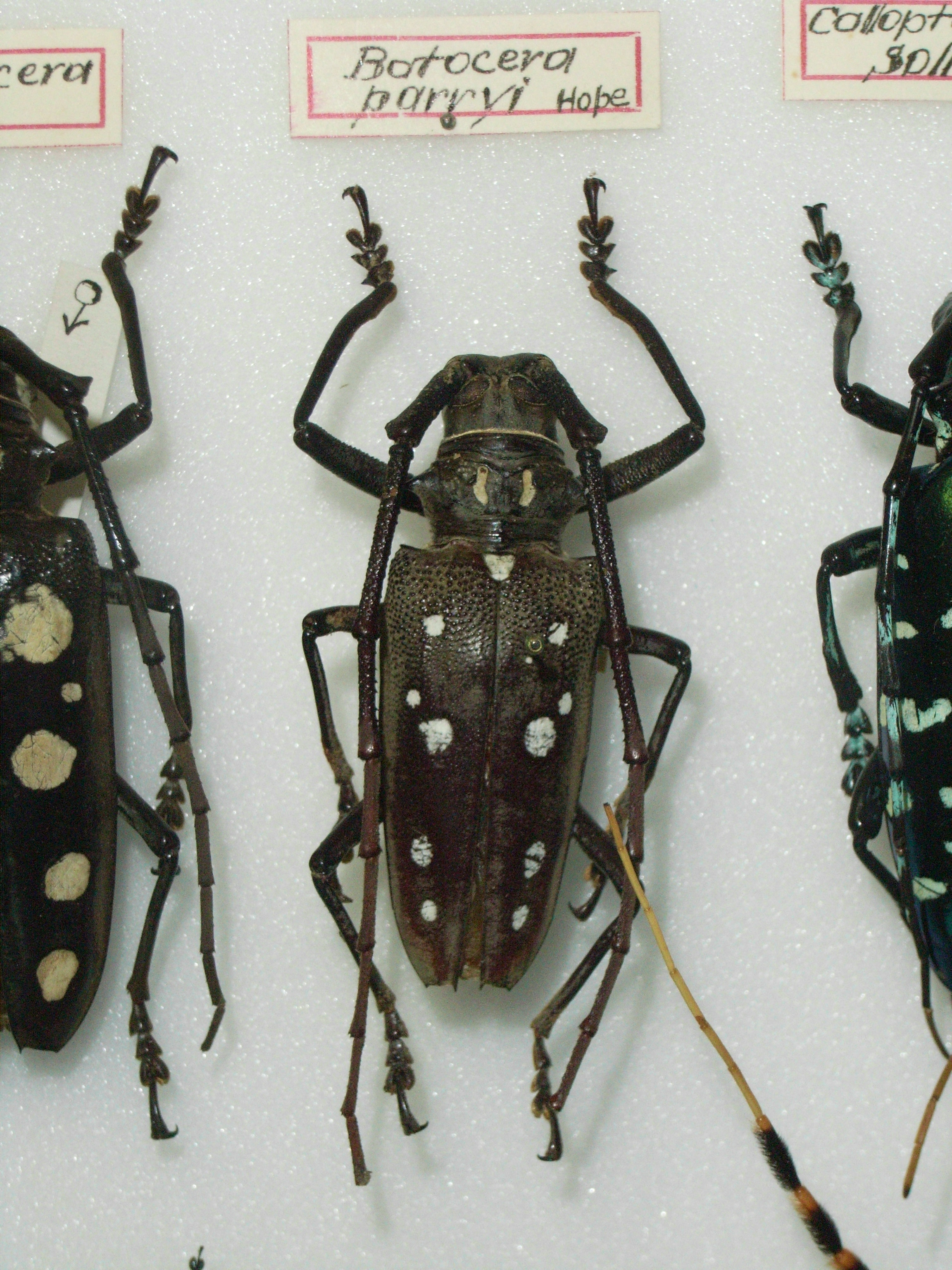
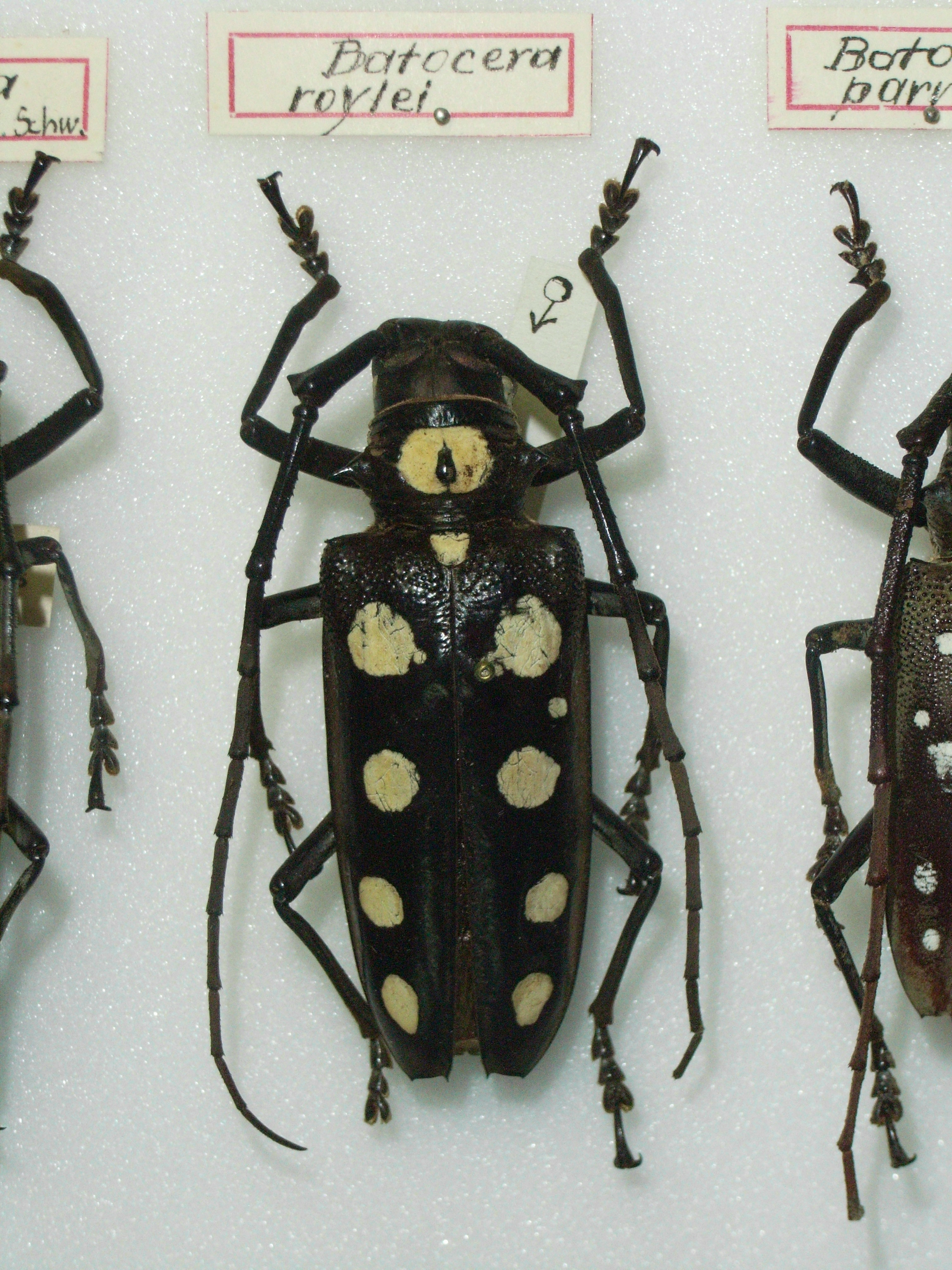

## Dottertaxa tillBatocera, i alfabetisk ordning[1]
- Batocera aeneonigra
- Batocera ammiralis
- Batocera andamana
- Batocera boisduvalii
- Batocera breuningi
- Batocera browni
- Batocera bruyni
- Batocera celebiana
- Batocera chevrolatii
- Batocera cinnamomea
- Batocera claudia
- Batocera davidis
- Batocera drapiezi
- Batocera enganensis
- Batocera frenchi
- Batocera gerstaeckerii
- Batocera gigas
- Batocera granulipennis
- Batocera hercules
- Batocera hlaveki
- Batocera horsfieldi
- Batocera humeridens
- Batocera inconspicua
- Batocera kibleri
- Batocera laena
- Batocera lamondi
- Batocera lethuauti
- Batocera lineolata
- Batocera magica
- Batocera malleti
- Batocera matzdorffi
- Batocera migsominea
- Batocera molitor
- Batocera nebulosa
- Batocera numitor
- Batocera oceanica
- Batocera parryi
- Batocera punctata
- Batocera quercinea
- Batocera rosenbergii
- Batocera roylii
- Batocera rubus
- Batocera rufomaculata
- Batocera sentis
- Batocera strandi
- Batocera sumbaensis
- Batocera thomae
- Batocera thomsonii
- Batocera tigris
- Batocera timorlautensis
- Batocera tippmanni
- Batocera una
- Batocera ushijimai
- Batocera wallacei
- Batocera victoriana
- Batocera woodlarkiana
- Batocera wyliei